# Język dampelas
Język dampelas (lub dampelasa), także dian – język austronezyjski używany w prowincji Celebes Środkowy w Indonezji (kecamatan Dampelas, częściowo Balaesang). Według danych szacunkowych z 2007 roku posługuje się nim 2 tys. osób (populacja całej grupy etnicznej wynosi 10 tys.). 
Jego użytkownicy zamieszkują osiem wsi wzdłuż zachodniego wybrzeża Celebesu Środkowego (w rejonie Cieśniny Makasarskiej). Najsilniejszą pozycję ma w miejscowościach Talaga i Sioyong.
Znajduje się pod presją języka indonezyjskiego, który jest znany prawie wszystkim jego użytkownikom. Indonezyjski jest wykorzystywany w edukacji, życiu publicznym i komunikacji międzyetnicznej. W użyciu są także inne języki (kaili, bugijski). Do obniżenia pozycji dampelas przyczyniają się migracje ludności, w tym obecność ludności napływowej na terytorium Dampelas oraz migracja etnicznej ludności Dampelas do ośrodków miejskich (jak Palu). Wiele osób odbywa edukację poza rodzimym regionem.
W dampelas zaznaczyły się wpływy leksyki indonezyjskiej; dochodzi wręcz do częściowego zaniku rodzimego słownictwa. Odnotowano istnienie mniejszościowego dialektu dampal (według szacunków z 2001 r. cała społeczność mogła liczyć nie więcej niż 300 osób). Dampal zupełnie lub prawie całkowicie wyszedł z użycia. N.P. Himmelmann zdołał zebrać jedynie fragmentaryczne informacje nt. społeczności i języka Dampal.
Sporządzono skrótowe opisy jego gramatyki (1989, 2010) .